# 宇々島
宇々島、宇宇島（ううじま）とは、長崎県北松浦郡小値賀町にある無人島である。以前は人が住んでいた。小値賀島・稗崎の南西約0.9kmにあり、西海国立公園に含まれる。

## 困窮島とは
宇々島が典型とされる困窮島とは、域内の困窮者を立ち直らせることを目的とし、隔絶したエリアに一定期間居住させ、税制上の優遇措置を与えたりしたローカルの制度。この語の初出は完全に明らかにはなっていないものの、柳田国男による命名とされている。
類似事例は必ずしも島嶼に限らず存在する。また、宇々島など一定期間が過ぎたら戻るケースもあれば、定住するケースもあったと見られている。